# Энциклопедия элементов ДНК
Энциклопедия элементов ДНК (англ. The Encyclopedia of DNA Elements, ENCODE) — международный исследовательский консорциум, созданный в сентябре 2003 года. Организован и финансируется американским Национальным институтом исследований генома человека (англ. National Human Genome Research Institute, NHGRI). Задуманный как продолжение проекта «Геном человека», ENCODE ставит целью проведение полного анализа функциональных элементов генома человека. Все результаты, получаемые в ходе реализации проекта, публикуются в общедоступных базах данных.
5 сентября 2012 года первые результаты проекта были опубликованы в виде 30 взаимосвязанных публикаций на сайтах журналов «Nature», «Genome Biology» и «Genome Research». Эти публикации показывают, что по крайней мере 80 % генома человека является биологически активным, до этого господствовало представление, что большая часть ДНК является «мусорной». Однако такие поспешные выводы подвергаются критике со стороны многих учёных, которые указывают на отсутствие необходимых доказательств функциональности этих элементов.

## Актуальность
Геном человека по приблизительным оценкам содержит 20 000 белок-кодирующих генов (все вместе они составляют экзом), и на их долю приходится всего около 1,5 % ДНК генома человека. Первостепенная задача проекта ENCODE — определить функцию остальной части генома, большая часть которой традиционно рассматривалась как «мусор» (например, ДНК, которая не транскрибируется).
Примерно 90 % однонуклеотидных полиморфизмов в геноме человека (которые, как было показано с помощью полногеномного поиска ассоциаций, связаны с различными заболеваниями) найдено за пределами белок-кодирующих областей.
Активность и экспрессия белок-кодирующих генов может регулироваться регуломом — различными элементами ДНК, такими как промотор, регуляторные последовательности и участки хроматина, а также модификации гистонов. Считается, что изменения в регуляторных областях могут нарушать экспрессию белка и функционирование клетки и, таким образом, приводить к заболеваниям (ENCODE Project Background). Определяя расположение регуляторных элементов и их влияние на транскрипцию, можно выяснить связь между изменением уровней экспрессии конкретных генов и развитием заболеваний.
ENCODE задуман как всеобъемлющий ресурс, который позволит научному сообществу лучше понять, как геном может влиять на здоровье человека, и простимулирует развитие новых методов профилактики и лечения заболеваний.
На сегодняшний день проект помогает в обнаружении новых регуляторных элементов ДНК, позволяя по-новому понять организацию и регуляцию наших генов и генома, а также того, как изменения в последовательности ДНК могут влиять на развитие заболеваний. Один из главных результатов проекта — описание того, что для 80 % человеческого генома на данный момент показана связь хотя бы с одной биохимической функцией. Большинство этой некодирующей ДНК участвует в регуляции экспрессии кодирующих генов. Кроме того, экспрессия каждого кодирующего гена контролируется множеством регуляторых участков, расположенных как вблизи, так и на расстоянии от гена. Эти результаты демонстрируют, что генная регуляция оказывается намного сложнее, чем считалась ранее.

## Проект ENCODE
Проект ENCODE реализуется в три этапа: начальная фаза, фаза развития технологии и продуктивная фаза.
В течение начальной фазы консорциум ENCODE оценивал стратегии для определения различных типов элементов генома. Цель начального этапа состояла в определении набора процедур, которые в совокупности позволили бы точно и наиболее подробно охарактеризовать большие регионы генома человека, с учётом экономической рентабельности и высокой эффективности процесса. Начальная фаза должна была выявить пробелы в наборе инструментов для определения функциональных последовательностей, а также показать, если какие-то из используемых методов окажутся неэффективными или непригодными для масштабного применения. Некоторые из этих проблем пришлось решать на этапе развития технологии ENCODE (проходящим одновременно с начальным этапом проекта), целью которого была разработка новых лабораторных и вычислительных методов, которые улучшили бы определение известных функциональных последовательностей или исследование новых функциональных элементов генома. Результат первых двух этапов на примере исследования 1 % человеческого генома определил наилучший способ анализа оставшихся 99 % с максимальной эффективностью и наименьшими затратами во время продуктивной фазы.

### I фаза проекта ENCODE: начальная фаза
Во время пилотной фазы проводилось исследование и сравнение существующих методов тщательного анализа определённого участка последовательности генома человека. Она была организована как открытый консорциум и объединила исследователей с различной базой и опытом, чтобы оценить достоинства каждой техники, технологии и стратегии из разнообразного набора. В то же время целью фазы развития технологии проекта была разработка новых высокоэффективных методов для определения функциональных элементов. Целью этой работы было определение набора подходов, который бы позволил наиболее точно определять все функциональные элементы в геноме человека. Во время начальной фазы была определена способность различных методов к масштабированию для анализа всего генома человека целиком и выявлены пробелы в определении функциональных элементов в последовательности генома.
Начальная фаза проекта происходила при тесном сотрудничестве экспериментаторов и теоретиков, которое позволило оценить ряд методов для аннотирования генома человека. Набор участков, составляющий примерно 1 % (30 Mb) генома человека, был выбран в качестве мишени для начальной фазы проекта и анализировался всеми участниками пилотной фазы проекта. Все данные об этих регионах, полученные участниками ENCODE, были быстро выпущены в общедоступные базы данных.

#### Результаты I фазы[13]
- Геном человека транскрибируется повсеместно, так что большинство его оснований связано по крайней мере с одним первичным транскриптом, а многие транскрипты связывают дистальные области с определёнными локусами, кодирующими белок.
- Идентифицировано множество новых не кодирующих белок транскриптов, причем многие из них перекрывают локусы, кодирующие белок, и другие локусы, расположенные в областях генома, ранее считавшиеся транскрипционно «молчащими».
- Были идентифицированы многочисленные ранее нераспознанные сайты начала транскрипции, многие из которых демонстрируют структуру хроматина и свойства связывания с конкретными последовательностями белков, подобные хорошо изученным промоторам.
- Регуляторные последовательности, которые окружают сайты начала транскрипции, распределены симметрично, без смещения в сторону вышележащих участков.
- Доступность хроматина и паттерны модификации гистонов в высокой степени позволяют предсказать как присутствие, так и активность сайтов начала транскрипции.
- Дистальные гиперчувствительные сайты DNaseI имеют характерные паттерны модификации гистонов, которые надежно отличают их от промоторов.
- Время репликации ДНК коррелирует со структурой хроматина.
- В общей сложности 5 % оснований в геноме можно с уверенностью идентифицировать как находящиеся под эволюционными ограничениями у млекопитающих; для примерно 60 % этих ограниченных оснований есть доказательства функционирования на основе результатов экспериментальных анализов, выполненных на сегодняшний день.
- Различные функциональные элементы сильно различаются по изменчивости их последовательностей в человеческой популяции и по вероятности нахождения в структурно изменчивой области генома.
- Удивительно, но многие функциональные элементы, по-видимому, не ограничиваются эволюцией млекопитающих. Это предполагает возможность наличия большого количества нейтральных элементов, которые являются биохимически активными, но не приносят особой пользы организму. Этот пул может служить «складом» для естественного отбора, потенциально действуя как источник клоноспецифичных элементов и функционально консервативных, но неортологичных элементов между видами.

### II фаза проекта ENCODE: продуктивная фаза
В сентябре 2007 года началось финансирование продуктивной фазы проекта ENCODE. На этом этапе целью был анализ генома целиком и проведение "дополнительных исследований в промышленных условиях.
Как и в начальной фазе, работа продуктивной фазы была организована в виде открытого консорциума. В октябре 2007 года Национальный институт исследований генома человека выделил на неё гранты общей суммой более 80 млн долларов на 4 года . Во время продуктивной фазы в состав проекта вошли Центр Координирования Данных, Центр Анализа Данных и Центр Технологических Разработок. В это время проект превращается в по-настоящему масштабное предприятие, включающее 440 ученых из 32 лабораторий по всему миру. В 2007 году, когда начальная стадия была закончена, проект нарастил мощности в значительной степени благодаря секвенированию нового поколения. Было обработано действительно много данных, исследователи получили около 15 терабайт сырой информации.
К 2010 году проектом ENCODE было получено более 1000 полногеномных наборов данных. Взятые вместе эти данные демонстрируют, какие участки, по-видимому, контролируют экспрессию генов, используемых в клетках определённого типа, и какие участки взаимодействуют с большим набором белков. Проект предоставляет информацию об участках транскрипции, ассоциированных с ними транскрипционных факторах, структуре хроматина и модификациях гистонов.

#### Результаты II фазы[18]
- Подавляющее большинство (80,4 %) генома человека участвует по крайней мере в одном биохимическом событии, связанном с РНК и/или хроматином, по крайней мере в одном типе клеток. Большая часть генома находится рядом с регуляторными событиями: 95 % генома находится в пределах 8 килобаз от взаимодействия ДНК-белок (по результатам анализа мотивов ChIP-seq или связывания ДНКазы I), а 99 % находится в пределах 1,7 килобаз от хотя бы одного из биохимических событий, представленных ENCODE.
- Классификация генома на семь состояний хроматина предполагает начальный набор из 399 124 регионов с характеристиками, подобными энхансерам, и 70 292 регионов с характеристиками, подобными промоторам, а также сотни тысяч неподвижных регионов. Анализ высокого разрешения дополнительно подразделяет геном на тысячи узких состояний с различными функциональными свойствами.
- Можно количественно коррелировать образование и процессинг последовательности РНК как с метками хроматина, так и с связыванием факторов транскрипции (TF) на промоторах, что указывает на то, что функциональность промотора может объяснить большую часть вариаций экспрессии РНК.
- Многие некодирующие варианты в индивидуальных последовательностях генома лежат в функциональных областях, аннотированных ENCODE; это число, по крайней мере, не меньше тех, которые содержатся в генах, кодирующих белки.
- SNP, ассоциированные с заболеванием посредством GWAS, обогащены некодирующими функциональными элементами, большинство из которых находится в определённых ENCODE-определенных областях или около них, за пределами генов, кодирующих белки. Во многих случаях фенотипы заболевания могут быть связаны с конкретным типом клеток или транскрипционных факторов.
- Консорциум ENCODE

Консорциум ENCODE в основном состоит из ученых, которые спонсируются Национальным институтом исследований генома человека США. Другие участники проекта входят в Консорциум или Аналитическую рабочую группу.
Начальная фаза проекта состояла из восьми исследовательских групп и двенадцати групп, участвующих в фазе развития технологии проекта ENCODE (ENCODE Pilot Project: Participants and Projects). К концу 2007 года, когда пилотная фаза проекта официально завершилась, количество участников возросло до 440 ученых из 32 лабораторий, расположенных по всему миру. В настоящее время консорциум состоит из различных центров, которые выполняют различные задачи (ENCODE Participants and Projects):
1. Производственные центры (ENCODE Production Centers)
2. Центр координации данных (ENCODE Data Coordination Center)
3. Центр анализа данных (ENCODE Data Analysis Center)
4. Вычислительный анализ результатов (ENCODE Computational Analysis Awards)
5. Технологическое развитие (ENCODE Technology Development Effort)

## Представленные данные
С 2007 года участниками проекта ENCODE было проведено большое количество исследований на основе различных биологических последовательностей для картирования функциональных элементов генома человека. Картированные элементы (и используемые подходы) включают области транскрипции РНК (RNA-seq, CAGE, RNA-PET и ручная аннотация), белок-кодирующие области (масс-спектрометрия), сайты связывания транскрипционных факторов (ChIP-seq и DNase-seq), структура хроматина (DNase-seq, FAIRE-seq, гистоновые ChIP-seq и MNase-seq) и сайты метилирования ДНК (анализ RRBS). Ниже подробно описаны данные, полученные участниками проекта за годы его работы и представленные на сайте проекта.

### Транскрибируемые и белок кодирующие области
В рамках проекта была использована ручная и автоматическая аннотацию для создания исчерпывающего каталога человеческих белков-кодирующих и некодирующих РНК, а также псевдогенов, получившего название GENCODE. Каталог включает 20 687 генов, кодирующих белки, в среднем с 6,3 альтернативно сплайсированных на локус.
Кроме того, было аннотировано 8801 автоматически полученная малая РНК и 9640 вручную курируемых длинных некодирующих РНК (lncRNA). Сравнение lncRNAs с другими данными ENCODE показывает, что lncRNA генерируются посредством пути, аналогичного белок-кодирующим генам. Проект GENCODE также аннотировал 11 224 псевдогена, из которых 863 транскрибируются и ассоциированы с активным хроматином.

### РНК
- РНК секвенировались 16 из разных клеточных линий и множества субклеточных фракций, чтобы разработать обширный каталог экспрессии РНК. При условии использования консервативного порога для идентификации областей активности РНК, 62 % геномных оснований воспроизводимо представлены в секвенированных длинных (> 200 нуклеотидов) молекулах РНК или экзонах GENCODE.
- Был использован метод CAGE-seq (выделение и секвенирование 5'-кэп-целевой РНК) для идентификации 62 403 сайтов начала транскрипции (TSS) с высокой достоверностью (IDR 0,01).
- Наконец, была обнаружена значительная доля кодирующих и некодирующих транскриптов, обработанных в устойчивые стабильные РНК короче 200 нуклеотидов. Эти предшественники включают РНК для переноса, микроРНК, малую ядерную РНК и малую ядрышковую РНК (тРНК, miRNA, snRNA и snoRNA, соответственно)

### Участки связывания белков
Чтобы напрямую идентифицировать регуляторные области, участники проекта картировали места связывания 119 различных ДНК-связывающих белков и ряда компонентов РНК-полимеразы в 72 типах клеток с помощью ChIP-seq. Каждый сайт связывания был изучен на предмет обогащения известными ДНК-связывающими мотивами и наличия новых мотивов.

### Гиперчувствительные к ДНКазе I области генома
Доступность хроматина, характеризуемая гиперчувствительностью к ДНКазе I, является отличительным признаком регуляторных областей ДНК. Участники проекта картировали 2,89 миллиона уникальных, неперекрывающихся сайтов гиперчувствительности к ДНКазе I (DHS) с помощью DNase-seq в 125 типах клеток.

### Участки модификации гистонов
Были проанализированы хромосомные местоположения 12 гистоновых модификаций в 46 типах клеток. Полученные данные показывают, что глобальные паттерны модификации сильно различаются для разных типов клеток в соответствии с изменениями транскрипционной активности. Было обнаружено, что интеграция различной информации о модификациях гистонов может использоваться систематически для присвоения функциональных атрибутов геномным областям.

### Метилирование ДНК
Метилирование цитозина (обычно по динуклеотидам CpG) участвует в эпигенетической регуляции экспрессии генов. Метилирование промотора зачастую связано с репрессией, тогда как генное метилирование коррелирует с транскрипционной активностью. Участники проекта использовали метод бисульфитного секвенирования ограниченных наборов геномных локусов (RRBS) для количественного профилирования метилирования ДНК в среднем для 1,2 миллиона CpG в каждой из 82 клеточных линий и тканей, включая CpG в межгенных областях проксимальных промоторах и областях внутри гена (тела генов).

### Участки взаимодействия хромосом
Физическое взаимодействие между отдельными участками хромосом, которые могут быть разделены сотнями килобаз, считается важным в регуляции экспрессии генов 46. Метод 5C позволил обнаружить дальнодействующие взаимодействия с участками начала транскрипции (TSS) в целевом 1 % генома (44 пилотных региона ENCODE) в четырёх типах клеток (GM12878, K562, HeLa-S3 и H1 hESC) 49. Были найдены сотни статистически значимых дальнодействующих взаимодействий в каждом типе клеток после учёта поведения полимера хроматина и экспериментальных вариаций. Пары взаимодействующих локусов показали сильную корреляцию между уровнем экспрессии генов TSS и наличием определённых классов функциональных элементов, таких как энхансеры. Среднее количество дистальных элементов, взаимодействующих с TSS, было 3.9, а среднее количество TSS, взаимодействующих с дистальным элементом, было 2,5, что указывает на сложную сеть взаимосвязанного хроматина. Такая переплетенная архитектура «дальнего действия» была также раскрыта по всему геному с помощью анализа взаимодействия хроматина с секвенированием парных концевых меток (ChIA-PET), применяемого для выявления взаимодействий в хроматине, обогащенном РНК-полимеразой II (Pol II) в пяти типах клеток.

## Критика
Несмотря на утверждения консорциума о том, что проект ENCODE далек от завершения, реакция на уже опубликованные статьи и освещение в прессе была положительной. Редакторы журнала Nature и авторы проекта ENCODE пишут: «… мы сотрудничали на протяжении многих месяцев, чтобы возникла эта крупнейшая новость, которая привлечет внимание не только ученого сообщества, но и широкой публики» («… collaborated over many months to make the biggest splash possible and capture the attention of not only the research community but also of the public at large»). Заявление, выдвинутое в рамках проекта ENCODE, о том, что 80 % геноме человека имеет биохимическую функцию было быстро подхвачено научно-популярными изданиями, которые охарактеризовали результаты проекта как влекущие за собой смерть «мусорной» ДНК.
Однако вывод о том, что основная часть генома «функциональна» был раскритикован на тех основаниях, что проект ENCODE слишком широко определяет «функциональность», а именно: все, что транскрибируется в клетке, имеет свою функцию. Такое заключение было высказано, несмотря на общепринятую точку зрения, что множество элементов ДНК, которые транскрибируются, например, псевдогены, тем не менее, не являются функциональными. Более того, в проекте ENCODE сделан акцент в пользу чувствительности, а не специфичности, что ведет к множеству ложноположительных результатов. В некоторой степени произвольный выбор клеточных линий и транскрипционных факторов, так же как недостаток необходимых контрольных экспериментов, стал дополнительным поводом для серьёзной критики в адрес ENCODE, поскольку случайная молекула ДНК может имитировать такое «функциональное» поведение в интерпретации ENCODE.
В ответ на эту критику было высказано мнение, что транскрибирование большей части генома и сплайсинг, которые наблюдаются у человека, являются более точным индикатором генетической функции, чем консервативность последовательности. Кроме того, большая часть «мусорной» ДНК участвует в эпигенетической регуляции и была необходимой предпосылкой для развития сложных организмов. В ответ на замечания насчет определения слова «функциональный» многие отметили, что в данном случае спор касается разницы в определении, а не сути проекта, которая заключается в предоставлении данных для последующих исследований биохимической активности не белок-кодирующих участков ДНК. Несмотря на то, что определения важны, и наука заключена в рамки языка, по-видимому, ENCODE добился своей цели, поскольку в настоящее время, в большом количестве научно-исследовательских статей используются данные, полученные проектом, а не обсуждаются определения «функциональности». Эван Бирни (Ewan Birney), один из исследователей ENCODE прокомментировал некоторые реакции на проект. Он отмечает, что слово «функция» было использовано прагматично для обозначения «определенной биохимической активности», которая проявляется в различных классах экспериментов различным образом: наличие РНК, модификации гистонов, ДНКазаI-гиперчувствительные области, ChIP-seq-пики факторов транскрипции, футпринтинг ДНК, участки связывания транскрипционных факторов и экзоны.
Кроме того проект критиковался за высокий бюджет (около 400 млн долларов в общей сложности) и покровительство со стороны так называемой «большой науки», фундаментальных научных исследований, которые забирают деньги у более продуктивных научных разработок, которые приходится проводить за счет самих исследователей. Стоимость начальной стадии проекта ENCODE оценивалась в 55 млн долларов, его расширение стоило примерно 130 млн долларов, и Национальный институт исследований генома человека США был готов выделить до 123 млн для следующего этапа проекта. Некоторые исследователи утверждают, что должной отдачи от инвестиций до сих пор не последовало. При попытке подсчитать все публикации, в которых ENCODE играет значительную роль, с 2012 года было выявлено 300 таких статей, 110 из них основывались на результатах, полученных в лабораториях без финансового участия ENCODE. Дополнительной проблемой стало то, что ENCODE не является уникальным названием, относящимся только к проекту ENCODE, поэтому слово 'encode' (кодировать) всплывает в большом количестве литературы по генетике и исследованию генома.
В качестве ещё одного крупного замечания высказывается мнение, что результаты не оправдали количество потраченного времени и что проект в принципе бесконечен по своей сути. Хотя он и сравнивается с проектом «Геном человека» и даже назван его продолжением, «Геном человека» имеет чёткое окончание, которое в настоящее время отсутствует у ENCODE.
Авторы проекта по всей видимости разделяют беспокойство научного мира и не отрицают наличие проблем, но в то же время пытаются оправдать свои усилия, объясняя в интервью подробности проекта не только научному сообществу, но и средствам массовой информации. Они говорят, что потребовалось более полувека, чтобы прийти от понимания того, что ДНК — это материальная основа наследственности, к расшифровке последовательности генома человека, так что их план на следующий век — понять эту последовательность.

## Другие проекты
В настоящее время консорциумом ENCODE участвует в нескольких дополнительных проектах со схожими целями. Некоторые из этих проектов были частью второй фазы ENCODE.

### modENCODE
По аналогии с проектом ENCODE был также начат проект картирования функциональных элементов генома основных модельных объектов — Drosophila melanogaster и Caenorhabditis elegans — англ. Model Organism ENCyclopedia Of DNA Elements (modENCODE). Преимущество данного проекта состоит в возможности проведения на модельных организмах некоторых экспериментов, которые трудно или невозможно осуществить на человеке.
Проект был основан в 2007 году Национальным институтом здравоохранения США (англ. National Institutes of Health (NIH). В 2010 году modENCODE консорциум представил ряд статей в Science по аннотации и анализу распределения функциональных элементов в геноме Drosophila melanogaster и Caenorhabditis elegans. Данные из этих публикаций доступны на сайте modENCODE.
В настоящий момент, modENCODE это исследовательское объединение, состоящее из 11 начальных проектов, разделенных между исследованием D. melanogaster и C. elegans. Проект охватывает исследование следующих областей:
- Генная структура
- Профайлинг экспрессии мРНК и нкРНК
- Участки связывания транскрипционных факторов
- Модификации и замена гистонов
- Структура хроматина
- Инициация и последовательность этапов репликации ДНК
- Вариативность количества копий[46].

#### modERN
modERN (англ.  model organism Encyclopedia of Regulatory Networks) является ответвлением modENCODE. Проект совмещает исследования групп C. elegans and D. melanogaster и фокусируется на идентификации дополнительных сайтов связывания транскрипционных факторов. Проект был начат одновременно с третьей фазой ENCODE, завершение планируется в 2017 г. В настоящее время modERN опубликовал результаты 198 экспериментов, другие 500 приняты к публикации и обрабатываются центром координации данных ENCODE.

### Genomics of Gene Regulation
Программа Геномики регуляции генов (англ.  Genomics of Gene Regulation, GGR) была запущена в начале 2015 учреждением Национальных институтов здоровья США и продлится три года. Целью программы является изучение генных сетей и путей в различных системах организма для дальнейшего углубления понимания механизмов, контролирующих экспрессию генов. Хотя проект ENCODE ведется отдельно от GGR, центр координации данных ENCODE хранит данные GGR на своем портале.

### Roadmap
В 2008 учреждением Национальных институтов здоровья США был организован консорциум Разметки эпигенетической карты (англ.  Roadmap Epigenomics Mapping Consortium), чьей целью стала разработка общедоступного источника эпигенетических данных генома человека для биологических и медицинских исследований. По результатам работы в феврале 2015 консорциум выпустил статью «Integrative analysis of 111 reference human epigenomes». Консорциум собрал and аннотировал регуляторные элементы в 127 референсных эпигеномах, 16 из которых были частью проекта ENCODE. Данные проекта Roadmap доступны на порталах Roadmap или ENCODE.

### fruitENCODE
Проект fruitENCODE: энциклопедия элементов ДНК созревающих фруктов, являющийся частью ENCODE. Целью проекта является генерация датасетов: сайтов метилирования ДНК, гистонных модификаций, гиперчувствительных к ДНКазе I участков хроматина, экспрессии генов, сайтов связывания транскрипционных факторов для сочных плодов всех видов на разных стадиях развития. Предварительная дата публикации результатов размещается на портале fruitENCODE.

## FactorBook
Полученные ENCODE данные по связыванию транскрипционных факторов в настоящее время доступны на Factorbook.org — в базе данных, созданной на вики-основе. Первый выпуск FactorBook содержит:
- 457 наборов данных ChIP-seq для 119 транскрипционных факторов в некоторых культурах человеческих клеток
- Усредненные профили гистонных модификаций и позиционирования нуклеосом вокруг участков связывания транскрипционных факторов
- Мотивы, которыми обогащены участки связывания, а также расстояние между ними и их ориентация[48]